# Sepideh Tavakoli
Sepideh Tavakoli (in persiano سپیده توکلی‎; Teheran, 2 marzo 1989) è una multiplista e altista iraniana.

## Biografia
Tavakoli debutta internazionalmente ai Campionati asiatici di Canton 2009. Nel corso della sua carriera affianca alle gare di salto in alto quelle di prove multiple, eccellendo soprattutto nel pentathlon nelle competizioni indoor del continente asiatico, dove tra le varie medaglie ha conquistato un oro ai Campionati asiatici indoor in Iran nel 2018.
Tavakoli detiene i record nazionali delle prove multiple femminili e del salto in alto.
Nel febbraio 2018 ha sposato il velocista iraniano Eiman Roghani, parte della staffetta 4×400 maschile vincitore di un bronzo ai Giochi asiatici indoor di Macao.

## Palmarès
| Anno | Manifestazione                    | Sede     | Evento        | Risultato | Prestazione | Note             |
| ---- | --------------------------------- | -------- | ------------- | --------- | ----------- | ---------------- |
| 2009 | Campionati asiatici               | Canton   | Salto in alto | 10ª       | 1,75 m      |                  |
| 2010 | Campionati asiatici indoor        | Teheran  | Salto in alto | 6ª        | 1,75 m      |                  |
| 2010 | Campionati dell'Asia occidentale  | Aleppo   | Salto in alto | Oro       | 1,76 m      |                  |
| 2010 | Campionati dell'Asia occidentale  | Aleppo   | Eptathlon     | Oro       | 4542 p.     |                  |
| 2010 | Giochi asiatici                   | Canton   | Eptathlon     | 6ª        | 4845 p.     |                  |
| 2011 | Campionati asiatici               | Kōbe     | Eptathlon     | 9ª        | 4765 p.     |                  |
| 2012 | Campionati asiatici indoor        | Hangzhou | Eptathlon     | Bronzo    | 3375 p.     |                  |
| 2012 | Campionati dell'Asia occidentale  | Dubai    | Salto in alto | Oro       | 1,70 m      |                  |
| 2012 | Campionati dell'Asia occidentale  | Dubai    | Eptathlon     | Oro       | 4802 p.     |                  |
| 2013 | Campionati asiatici               | Pune     | Eptathlon     | dnf       | dnf         |                  |
| 2014 | Campionati asiatici indoor        | Hangzhou | Eptathlon     | 5ª        | 3766 p.     |                  |
| 2014 | Giochi asiatici                   | Incheon  | Eptathlon     | 6ª        | 5053 p.     |                  |
| 2015 | Campionati asiatici               | Wuhan    | Eptathlon     | 5ª        | 5443 p.     | Record nazionale |
| 2016 | Campionati asiatici indoor        | Doha     | Eptathlon     | Argento   | 3828 p.     | Record nazionale |
| 2016 | Campionati asiatici indoor        | Doha     | 4×400 m       | Argento   | 4'06"51     |                  |
| 2017 | Giochi della solidarietà islamica | Baku     | Salto in alto | 7ª        | 1,65 m      |                  |
| 2017 | Giochi asiatici indoor            | Aşgabat  | Eptathlon     | 5ª        | 3692 p.     |                  |
| 2018 | Campionati asiatici indoor        | Teheran  | Salto in alto | Argento   | 1,80 m      |                  |
| 2018 | Campionati asiatici indoor        | Teheran  | Eptathlon     | Oro       | 4038 p.     | Record nazionale |
| 2018 | Giochi asiatici                   | Giacarta | Salto in alto | 7ª        | 1,75 m      |                  |